# الجائه

تعديل مصدري - تعديل

الجائة هي إحدى حارات حي المشنة بمدينة إب اليمنية، بلغ تعداد سكانها 830 نسمة حسب تعداد اليمن لعام 2004.